# Полуденка (приток Кужвы)
Полуденка — река в России. Берёт начало в Юрлинском районе Пермского края, но большая часть течения находится в Верхнекамском районе Кировской области. Устье реки находится в 63 км по левому берегу реки Кужва. Длина реки составляет 13 км.
Исток реки на Верхнекамской возвышенности в Пермского крае рядом с границей Кировской области в 17 км к северо-западу от посёлка Усть-Берёзовка. Исток находится на водоразделе, рядом берёт начало река Кодзь (приток Косы). Река течёт на север, вскоре после истока перетекает в Кировскую область. Всё течение проходит по ненаселённому, заболоченному лесу.

## Данные водного реестра
По данным государственного водного реестра России относится к Камскому бассейновому округу, водохозяйственный участок реки — Кама от истока до водомерного поста у села Бондюг, речной подбассейн реки — бассейны притоков Камы до впадения Белой. Речной бассейн реки — Кама.
По данным геоинформационной системы водохозяйственного районирования территории РФ, подготовленной Федеральным агентством водных ресурсов:
- Код водного объекта в государственном водном реестре — 10010100112111100001105
- Код по гидрологической изученности (ГИ) — 111100110
- Код бассейна — 10.01.01.001
- Номер тома по ГИ — 11
- Выпуск по ГИ — 1